# Christian Leye

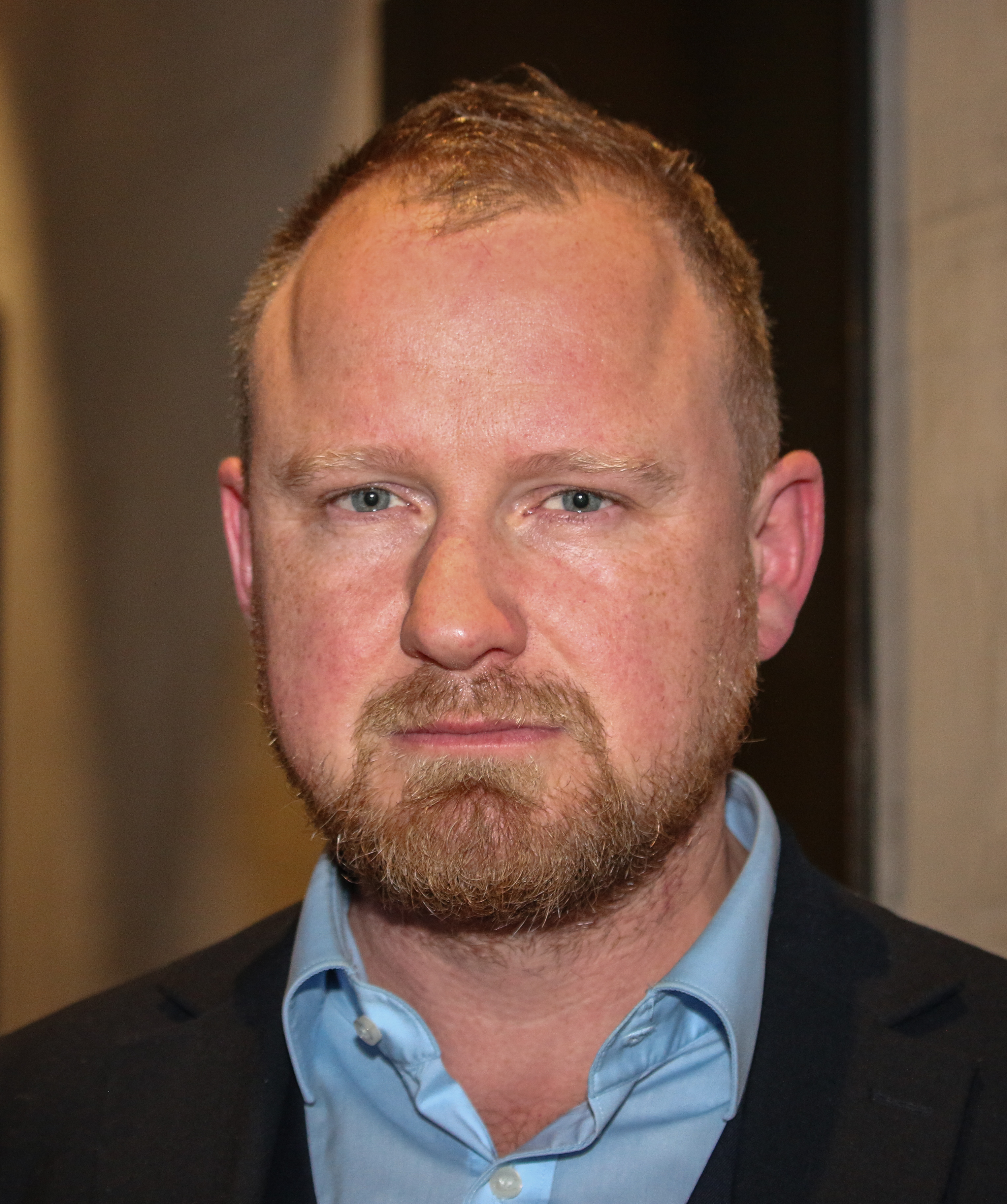
Christian Leye (2025)

Christian Leye (* 6. April 1981 in Bochum) ist ein deutscher Politiker (BSW, zuvor Die Linke). Er war von 2021 bis 2025 Mitglied des Deutschen Bundestages. Seit der Parteigründung am 8. Januar 2024 ist er Generalsekretär des Bündnisses Sahra Wagenknecht.

## Leben und Politik
Leye erwarb den Abschluss Master of Arts in International Economics an der Universität Göttingen. Von 2016 bis 2021 war er Landessprecher der Linken NRW.
Leye war bei der Landtagswahl in Nordrhein-Westfalen 2017 zusammen mit Özlem Demirel Spitzenkandidat der Linken Nordrhein-Westfalen. Die Partei verfehlte den Einzug in den Landtag von Nordrhein-Westfalen. Bis 2021 war er Mitarbeiter im Wahlkreisbüro von Sahra Wagenknecht. Bei der Bundestagswahl 2021 trat er als Direktkandidat für den Bundestagswahlkreis Duisburg II an und zog über die Landesliste seiner Partei in den deutschen Bundestag ein. Dort war er ordentliches Mitglied des Wirtschaftsausschusses und stellvertretendes Mitglied im Finanzausschuss. In seiner Fraktion hatte er das Amt des Landesgruppensprechers NRW inne.
Im Oktober 2023, mit der Vorstellung des Vereins BSW – Für Vernunft und Gerechtigkeit, trat Leye mit neun weiteren Bundestagsabgeordneten aus der Linkspartei aus. Er wurde stellvertretender Vorsitzender des Vereins. Leye wurde im Januar 2024 Generalsekretär der neugegründeten Partei BSW, die aus dem Verein hervorging.

## Politische Positionen
Christian Leye setzte  sich früher für die Aufnahme von Flüchtlingen ein. Am 2. August 2018 warb er in einem Interview dafür, dass Kommunen sich freiwillig zur Aufnahme über die Quoten bereit erklären sollen. Auch dürfe das Handeln von Nichtregierungsorganisationen (NGOs) vor der Küste Nordafrikas nicht kriminalisiert werden, sondern gehöre unterstützt: „Vor Europas Haustür ertrinken täglich Männer, Frauen und Kinder – das darf uns nicht gleichgültig sein.“ Er betont, dass Zuwanderung und das Miteinander unterschiedlicher Kulturen eine Bereicherung sein können. 
Zudem macht er sich stark für Gewerkschaften sowie den Mindestlohn. Ein Anliegen waren ihm in einem Interview am 21. Oktober 2021 besonders die Arbeiter der Stahlindustrie.
Leye gehörte 2022 zu den Mitunterzeichnern des Manifests für Frieden aus dem Lager um Sahra Wagenknecht, einer Erklärung, die sich für einen Waffenstillstand und Friedensverhandlungen einsetzt und den Vereinigten Staaten eine maßgebliche Verantwortung für den russischen Überfall auf die Ukraine 2022 zuschreibt.